# Peter Sellers
Richard Henry Sellers,  más conocido como Peter Sellers (Southsea, Hampshire, 8 de septiembre de 1925-Londres, 24 de julio de 1980), fue un actor y comediante británico. Fue investido miembro de la Orden del Imperio Británico.
Nacido en el seno de una familia de artistas del vodevil —formada por William «Bill» Sellers (1900-1962) y Agnes Doreen «Peg» Marks (1892-1967)—, inició su carrera con el grupo cómico The Goons, cuya serie The Goon Show, en la emisora de radio BBC, —con la que saltó a la fama— tuvo una gran influencia en la sociedad británica de 1951 a 1960.
Su capacidad de hablar con acento diferente (por ejemplo, franceses, indios, americanos, alemanes, británicos, así como los acentos regionales), junto con su talento para retratar una serie de personajes con efecto cómico, contribuyeron a su éxito como una personalidad de la radio y la pantalla grande, lo que le valió nominaciones y premios nacionales e internacionales. Muchos de sus personajes se convirtieron en una percepción pública arraigada de su obra. 
Después de su fama nacional, el actor alcanzó el estrellato internacional en la siguiente década gracias a la serie de películas británico-estadounidenses La pantera rosa, dirigidas por Blake Edwards y que contienen algunas de las escenas de humor y fiestas más divertidas de la historia del cine. En total, filmó cinco películas de la saga bajo el mismo director y con las que generalmente se le asocia más en su carrera, bajo el papel del divertido y torpe inspector francés de la Sûreté Jacques Clouseau, el cual sería más tarde convertido en dibujo animado dentro del Show de la Pantera Rosa.
Otros de sus papeles importantes son los de películas como Lolita (1962) y Dr. Strangelove (1964), ambas dirigidas por Stanley Kubrick, The Party (en España, El guateque; en Hispanoamérica, La fiesta inolvidable), de 1968, así como la parodia de 007 Casino Royale dirigida por varios directores como John Huston.

## Biografía

### 1925-1935ː Primeros años

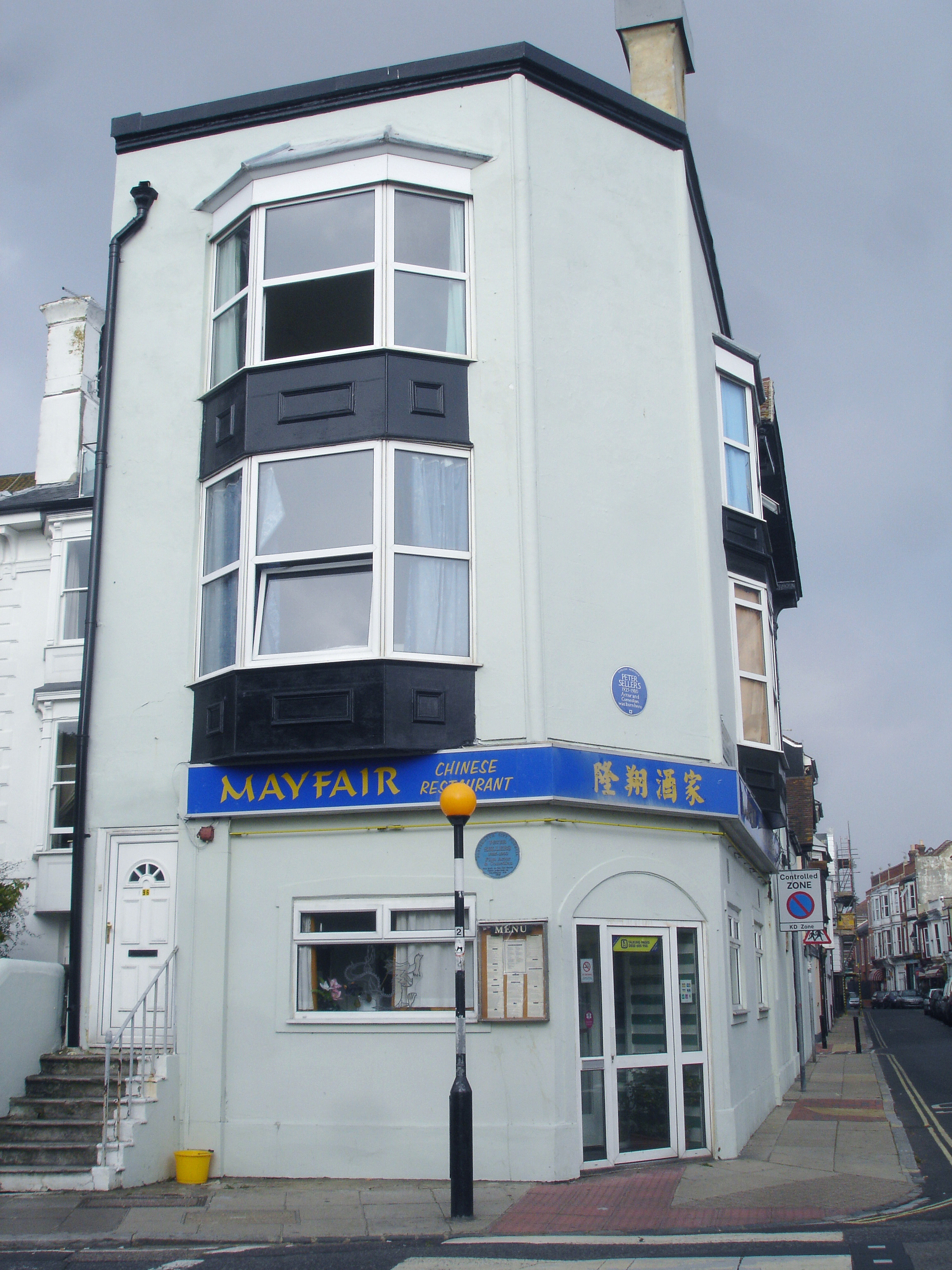
Exterior del edificio donde nació Peter Sellers

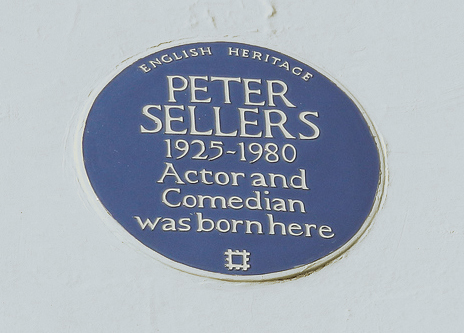
Detalle de la placa donde indica el nacimiento de Peter Sellers

Sellers nació el 8 de septiembre de 1925, en Southsea, un suburbio de Portsmouth. Sus padres eran de Yorkshire (William "Bill" Sellers y Agnes Doreen "Peg" (nombre de soltera, Marks). Ambos eran artistas de variedades. De hecho, su madre formaba parte del grupo de las Ray Sisters. Aunque fue bautizado como Richard Henry, sus padres le llamaron Peter, después de que su hermano mayor, de nombre Peter, muriera prematuramente. Sellers fue hijo único. Peg estaba emparentada con el pugilista Daniel Mendoza (1764-1836), a quien Sellers reverenciaba mucho y cuyo grabado colgó más tarde en su oficina. En un momento, Sellers planeó usar la imagen de Mendoza para el logotipo de su productora.
Sellers tenía dos semanas cuando el actor Dick Henderson lo subió al escenario. En el Kings Theatre de Southsea, el público empezó a cantar el "For He's a Jolly Good Fellow" y se puso a llorar. La familia viajaba constantemente, causando mucha agitación e infelicidad en la vida del joven Sellers. Aun así, Sellers mantenía una relación muy cercana con su madre, de la que su amigo Spike Milligan consideró incluso "enfermiza". El agente de Sellers, Dennis Selinger, recuerda que en el primer encuentro con Peg y Peter Sellers notó que "Sellers era un joven inmensamente tímido, inclinado a dejarse dominar por su madre, pero sin resentimiento ni objeción". Sin embargo, como hijo único, pasó mucho tiempo solo.
En 1935 la familia se traslada a Londres y se instalan en Muswell Hill. Aunque Bill Sellers era protestante y Peg judía, Peter va al colegio católico del St Aloysius' College en Highgate. Aunque la familia no era rica, Peg insistió en que su hijo fuese a este colegio privado. Según su biógrafo Peter Evans, Sellers estaba entre fascinado y preocupado por la religión, sobre todo por el catolicismo. Roger Lewis cree desde el momento que entró en este colegio, Sellers "descubrió que era judío, era alguien fuera de los misterios de la fe". Más tarde, Sellers abrazó la fe de su madre. Según Milligan, Sellers tenía un complejo de culpa por ser judío y recuerda que una vez Sellers se puso a llorar cuando le regaló un candelabro de una sinagoga para Navidad, creyendo que el gesto era un insulto antijudío. Por otro lado, Sellers era un excelente estudiante, destacando sobre todo en dibujo. Era propenso a la pereza, pero sus talentos naturales lo protegieron de las críticas de sus maestros. Sellers recordó que una profesora regañó a los otros chicos por no estudiar diciendo: "¡El chico judío sabe que su catolicismo es mejor que el de vosotros!"

### 1935-1945ː Primeras actuaciones y Segunda Guerra Mundial
Ya desde pequeño acompañó a su familia durante las giras y allí aprendió las técnicas teatrales pero recibió estímulos contradictorios de sus padres y desarrolló sentimientos encontrados sobre el mundo del espectáculo. Su padre dudaba de las habilidades de Sellers en el campo del entretenimiento, incluso sugirió que el talento de su hijo solo era suficiente para convertirse en barrendero, mientras que la madre de Sellers lo alentaba continuamente.
En su estancia en el St Aloysius College, Sellers comenzó a desarrollar sus capacidades de improvisación. Su amigo de aquella época Bryan Connon y él solían escuchar shows cómicos de la radio. Connon recordaba que "a Peter le encantaba imitar a la gente de Monday Night at Eight. Tenía un don para improvisar diálogos y sketches... Le daba una pista y él hacía todas las voces de la radio y también hacía algunas voces de su propia invención."
Con la entrada del Reino Unido en la Segunda Guerra Mundial, los alumnos de St. Aloysius College fueron evacuados a Cambridgeshire. Como la madre de Sellers no permitió a su hijo ir, la educación obligatoria del actor acabó cuando tenía catorce años. A principios de los 1940, la familia se trasladó al norte de Devon, donde el tío materno de Sellers dirigía el Victoria Palace Theatre. Allí, con quince años, fue donde tuvo su primer trabajo en el teatro como conserje. Fue ascendido de manera progresiva, convirtiéndose en empleado de taquilla, acomodador, asistente del director de escena y operador de iluminación. También le ofrecieron algunos pequeños papeles. Trabajar entre bastidores le dio la oportunidad de estudiar a actores como Paul Scofield. Se hizo muy amigo de Derek Altman y juntos lanzaron la primera pieza teatral con el nombre de "Altman and Sellers", que consistía en tocar ukelele, cantar y contar chistes.
En su trabajo entre bambalinas de teatro, Sellers comenzó a practicar con los tambores de la banda Joe Daniels y los Hot Shots. Daniels se dio cuenta de su progreso y le dio clases particulares. La percusión se adaptaba mucho al temperamento y las habilidades artísticas de Sellers. Spike Milligan señaló más tarde que Sellers era muy hábil con la batería y podría haber seguido siendo un baterista de jazz, si no hubiera antepuesto a sus habilidades en la mímica y la improvisación. A medida que avanzaba la guerra, Sellers continuó desarrollando sus habilidades con la batería y tocó con una serie de bandas de gira, entre ellas las de Oscar Rabin, Henry Hall y Waldini, así como el cuarteto de su padre, antes de que lo abandonara y se uniera a la banda de Blackpool. Sellers fue miembro del Entertainments National Service Association (ENSA), que ofreció espectáculos a las fuerzas militares y trabajadores de las fábricas bélicas durante el conflicto. Sellers también realizó rutinas de comedia en estos conciertos, incluidas imitaciones de George Formby, con Sellers acompañando con su voz en el ukelele.
En septiembre de 1943, se alistó en la Real Fuerza Aérea, aunque no está claro si fue voluntario o obligatorio. De hecho, su madre intentó alegar motivos médicos sin éxito. Sellers quería ser piloto pero sus problemas de visión lo limitaron a las tareas de personal de tierra. Encontró esas obligaciones aburridas por lo que hizo el casting para el grupo de teatro Gang Show del escuadrón de Ralph Reader. Reader aceptó que Sellers hiciera una gira con ellos tanto en Gran Bretaña como en la India. La gira también incluyó Ceilán y Birmania, aunque se desconoce la duración de su estancia en Asia, y Sellers pudo haber exagerado su duración. Después de la guerra, sirvió en Alemania y Francia. Según David Lodge, que se convirtió en uno de sus amigos más próximos, fue "uno de los mejores intérpretes que ha habido" con los tambores y desarrolló una habilidad para y desarrolló una excelente habilidad para hacerse pasar por oficiales militares durante este período.

### 1946-1955ː Época de posguerra y éxito nacional conThe Goon Show
En 1946, Sellers hizo el gag final con ENSA en la pantomima Jack and the Beanstalk en el Théâtre Marigny de París. Después de esto, volvió a Inglaterra para trabajar en el Ministerio del Aire, para ser desmovilizado un año después. Al intentar volver a su carrera teatral, Sellers consiguió papeles esporádicos. Fue despedido después de un número cómico en Peterborough pero la estrella de la obra, la vocalista Dorothy Squires, insistió para que lo readmitieran. Sellers también continuó tocando la batería y fue contratado en The Hippodrome en Aldershot con el reclamo de "la respuesta británica de Gene Krupa". En marzo de 1948 Sellers consiguió un contrato en el Windmill Theatre de Londres, donde hacía números cómicos entre números de striptease.
Sellers escribió a la BBC en 1948 y poco después hizo una audición. Satisfizo a los auditores y el 18 de marzo de 1948 hizo su debut en televisión en New To You. Su acto, basado en gran parte en improvisaciones, tuvo una excelente acogida y regresó la semana siguiente. Frustrado por su lenta progresión en el mundo del espectáculo, Sellers telefoneó al productor de la BBC Roy Speer, haciéndose pasar por Kenneth Horne, la estrella del matinal de radio Much-Binding-in-the-Marsh. Speer llamó a Sellers un "joven descarado" por sus esfuerzos, pero le dio una audición. Le dieron una breve aparición el 1 de julio de 1948 en ShowTime y después trabajó en Ray's a Laugh con el cómico Ted Ray. En octubre de 1948, Sellers fue el imitador habitual, apareciendo en programas como Starlight Hour, The Gang Show, Henry Hall's Guest Night y It's Fine To Be Young.

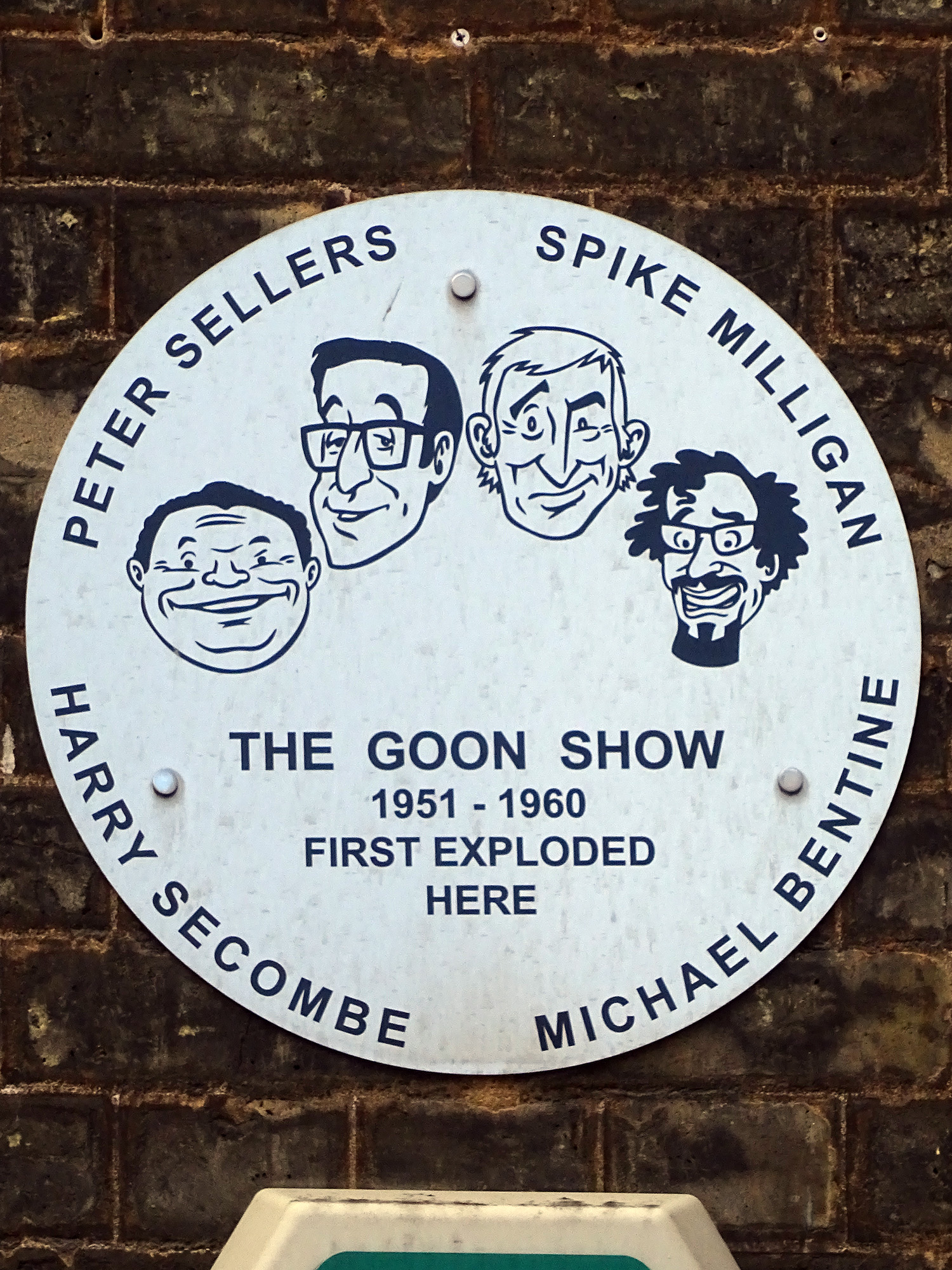
Placa conmemorativa con los integrantes de la comedia radiofónica The Goon Show instalada el 28 de mayo de 2011 en el The Grafton Arms, 2 Strutton Ground, Westminster de Londres

El debut de Sellers en el cine llegó en 1950, donde puso la voz a Alfonso Bedoya en The Black Rose. Continuó trabajando con Bentine, Milligan y Secombe. El 3 de febrero de 1951, hizo una cinta de prueba titulada The Goons y se la envió al productor de la BBC Pat Dixon, quien finalmente la aceptó.
El primer programa de Goon Show salió en antena el 28 de mayo de 1951. En contra de su deseo, aparecieron bajo el nombre de Crazy People. Sellers estuvo en The Goons las nueve temporadas, hasta su despidida en antena del programa el 28 de enero de 1960. Sellers hizo, sobre todo, cuatro personajes principales —Major Bloodnok, Hercules Grytpype-Thynne, Bluebottle y Henry Crun y otros diecisiete papeles menores. La primera emisión ya tuvo 370000 oyentes pero el programa llegó al hito de siete millones de oyentes en Gran Bretaña, y fue descrita por uno de los periódicos como "probablemente el show cómico radiofónico más influyente de todos los tiempos". Para Sellers, la BBC tuvo el efecto de lanzar su carrera "en el camino del estrellato".
En 1951 the Goons al completo hicieron su debut en el cine en Penny Points to Paradise. Sellers y Milligan escribieron el guion de Let's Go Crazy, la primera película en mostrar la capacidad de Sellers para retratar una serie de personajes diferentes dentro de la misma película, e hizo otra aparición junto a sus coprotagonistas de Goons en 1952 con Down Among the Z Men. En 1954, Sellers apareció junto a Sid James, Tony Hancock, Raymond Huntley, Donald Pleasence y Eric Sykes en la comedia de British Lion Film Corporation Orders Are Orders. John Grierson cree que este fue el papel decisivo de Sellers en la pantalla y atribuye a esta película el lanzamiento de las carreras cinematográficas de Sellers y Hancock.

### 1956-1959ː Primeros papeles en el cine lejos de The Goons
Sellers continuó aceptando papeles pequeños en algunas películas como el de oficial de policía en John and Julie (1955). Pero tuvo el acierto de aceptar la propuesta de Alexander Mackendrick para formar parte de la comedia negra El quinteto de la muerte (The Ladykillers) en el que en la que protagonizó junto a su ídolo Alec Guinness, además de Herbert Lom y Cecil Parker. Sellers encarna a Harry Robinson, el Teddy Boy. El biógrafo Peter Evans considera que este es el primer papel de Sellers. The Ladykillers fue un gran éxito tanto en Gran Bretaña como en Estados Unidos, y el film fue candidato a los Premios Óscar al mejor guion original. Al siguiente año, apareció apareció en otras tres series de televisión basadas en
The Goons: The Idiot Weekly, Price 2d; A Show Called Fred y Son of Fred, todas en la cadena británica ITV. En 1957 el productor Michael Relph, impresionado por la interpretación de Sellers en Idiot Weekly, lo eligió a sus 32 años para protagonizar el personaje de 68 en The Smallest Show on Earth de Basil Dearden, junto a Bill Travers, Virginia McKenna y Margaret Rutherford. La película fue un éxito y es considerado como uno de los clásicos de la Gran Bretaña de la posguerra. Después de esto, Sellers puso la voz de Winston Churchill en el film El hombre que nunca existió (The Man Who Never Was). A finales de 1957 Sellers hizo el papel de un maestro de los disfraces en la película de Mario Zampi La verdad al desnudo (The Naked Truth), junto a Terry-Thomas, Peggy Mount, Shirley Eaton y Dennis Price.
En 1958 Sellers protagonizó con David Tomlinson, Wilfrid Hyde-White, David Lodge y Lionel Jeffries Up the Creek de Val Guest. Guest afirmó más tarde que había escrito y dirigido la película como un vehículo para Sellers y, por lo tanto, había comenzado la carrera cinematográfica de Sellers. Para entrenar su voz, Sellers se compró una grabadora. El film fue todo un éxito de crítica y público en Estados Unidos y Roger Lewis lo ve como una gran prueba de prácticas para Sellers. Después de esto, Sellers acompañó a Terry-Thomas en la pareja de villanos en el musical Tom Thumb de George Pal  (1958). Terry-Thomas dijo de él que "mi compañero era perfecto pero Peter como persona era malditamente horrible. Y creo que él lo sabía". La actuación marcó un hito en la carrera de Sellers y se convirtió en su primer contacto con la industria cinematográfica de Hollywood.
Sellers publicó su primer álbum de estudio en 1958 llamado The Best of Sellers, una colección de canciones cómicas y sketches de audio y donde Sellers presenta una gran cantidad de personajes vocales. Producida por George Martin y grabada por Parlophone, el álbum llegó al número tres del UK Albums Chart; Ese mismo año, Sellers hizo su primer film con John y Roy Boulting en Carlton-Browne of the F.O., una comedia en la que interpreta un papel secundario para el protagonista de la película, Terry-Thomas. Antes del estreno de esa película, los Boulting, junto con Sellers y Thomas en el reparto, comenzaron a filmarI'm All Right Jack, que se convirtió en uno de los mayores éxitos de la taquilla británica en 1960. Para preparar para su próximo papel de Fred Kite, Sellers vio imágenes de funcionarios sindicales. El papel le valió el Premio BAFTA, y el crítico de The Manchester Guardian escribió que era su mejor interpretación hasta el momento. Entre Carlton-Browne of the F.O. y I'm All Right Jack, Sellers protagonizó Un golpe de gracia (The Mouse That Roared ) junto a Jean Seberg y dirigida por Jack Arnold. En esa película encarna a tres personajes diferentes: La gran Duquesa Gloriana XII, el ambicioso, y el inocente y torpe granjero seleccionado para liderar una invasión a los Estados Unidos. El film recibió el elogio de la crítica.
Después de completar el rodaje de I'm All Right Jack, Sellers volvió a grabar una nueva experiencia con The Goon Show. Durante dos semanas, hizo un rodaje en 16mm de Totteridge Lane a London y donde se grabó a sí mismo, Spike Milligan, Mario Fabrizi, Leo McKern y Richard Lester. Originalmente fue una grabación privada, el corto de once minutos fue llamado The Running Jumping & Standing Still Film y fue presentado en el Festival Internacional de Cine de Edimburgo y el de San Francisco de 1959. En este último consiguió el premio al mejor corto y también recibió una candidatura para el Premio Óscar en la categoría de Mejor cortometraje. En 1959 Sellers graba y publica su segundo álbum, Songs for Swingin' Sellers, que llegó al número tres de las listas británicas de los más vendidos. La última película rodada en los cincuenta sería La batalla de sexos (The Battle of the Sexes ), una comedia dirigida por Charles Crichton.

### 1960-1963ː Salto al estrellato internacional
En 1960, Sellers interpreta al doctor hindú Dr. Ahmed el Kabir, en la comedia romántica de Anthony Asquith La millonaria (The Millionairess), película basada en la obra de homónima de George Bernard Shaw. Sellers no se interesó por el papel hasta que le aseguraron que Sophia Loren estaba en el reparto. Cuando se le preguntó sobre Loren, explicó "normalmente no actúo con mujeres románticas y glamurosas... Ella es muy diferente a Harry Secombe."
Roger Lewis observó que Sellers se sumergió por completo en los personajes que representaba durante las producciones, que "desempeñaba un papel como un médico indio y durante los siguientes seis meses, sería un indio en su vida real [diaria]." Al film le siguió la canción "Goodness Gracious Me" producida por George Martin. Con Sellers y Loren como intérpretes,  llegó al número cuatro del UK Singles Chart en noviembre de 1960. Ese mismo año apareció en Hasta el último aliento (Never Let Go) (1960) como villano.

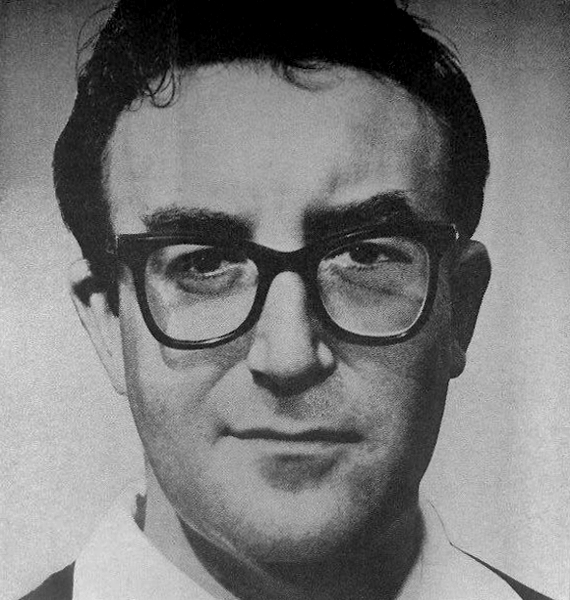
Sellers en un anuncio en 1962.

En 1961, Sellers hizo su debut como director con Mr. Topaze, que también protagoniza. El film estaba basado en la obra homónima de Marcel Pagnol. Sellers interpreta a un ex maestro de escuela de una pequeña ciudad de Francia que le cambia la vida un crimen que lo convierte en una persona rica. Sus habilidades como director no recibieron la respuesta entusiasta de crítica y público. Sellers pocas veces hacía referencia su ópera prima. Ese mismo año, protagonizó Juego para dos (Only Two Can Play) de Sidney Gilliat, un film basado en la novela That Uncertain Feeling de Kingsley Amis. Fue nominado para los Premios BAFTA al mejor actor por su papel de John Lewis, un librero galés frustrado cuyo amor oscila entre la glamorosa Liz (Mai Zetterling) y su sufrida esposa Jean (Virginia Maskell).
En 1962, Sellers encarna a un general retirado del Reino Unido en El mayor mujeriego (Waltz of the Toreadors) de John Guillermin. El film fue criticado por su excesivo afición al slapstick e incluso su director la considera como una prueba de "amateurismo". A pesar de todos, Sellers ganó la Concha de Plata al mejor actor y la nominación a los BAFTA al mejor actor.
Ese mismo año, Stanley Kubrick pidió a Sellers que hiciera el papel de Clare Quilty en la obra Lolita, junto a James Mason y Shelley Winters, basada en la obra de Vladimir Nabokov. Kubrick había visto a Sellers en The Battle of the Sexes y había escuchado su álbum The Best of Sellers y quedó impresionado por el rango de voces que podía hacer. Sellers estaba preocupado por aceptar el papel, dudando de su capacidad para interpretar con éxito el papel de un extravagante dramaturgo de la televisión estadounidense que, según Sellers, era "una pesadilla fantástica; en parte homosexual, en parte drogadicto, en parte sádico". Kubrick le animó a improvisar y afirmó que a menudo llegaba a un "estado de éxtasis cómico". Kubrick hizo que el productor de jazz estadounidense Norman Granz grabara partes del guion para que Sellers las escuchara y, pudiera estudiar la voz,  desarrollar confianza, y otorgándole a Sellers una licencia artística, algo poco habitual en la forma de trabajar del director. Sellers luego afirmó que su relación con Kubrick se convirtió en una de las más gratificantes de su carrera. Escribiendo para The Sunday Times, Dilys Powell comentó que Sellers dio a la película "un espectáculo de fuegos artificiales, divertido, malicioso, solo una vez durante unos segundos se extralimita, y en la escena del crimen que es a la vez prólogo y epílogo, logra lo macabro en la comedia". A finales de 1962, Sellers apareció en El tribunal de la comedia (The Dock Brief), una sátira dirigida por James H. Hill y coprotagonizada por Richard Attenborough.
Su relación familiar y sentimental empeoró en 1962. Según su hijo Michael, Sellers les preguntó a él y a su hermana Sarah "¿A quién queréis más?¿A vuestra madre o a mi?". Sarah, que quería mantenerse neutral, dijo 'A los dos por igual', pero el replicó 'No, queréis a vuestra madre.'" Esto llevó a Sellers a echar a ambos niños, diciendo que no quería volver a verlos nunca más. A finales de 1962, su matrimonio con Anne acabó. El 1963 empezaba con Sellers protagonizando la película El honrado gremio del robo (The Wrong Arm of the Law) de Cliff Owen, A esto le siguió su papel de vicario en Cielos arriba (Heavens Above!)
| "Interpretó a Clouseau con gran dignidad, porque se considera uno de los mejores detectives del mundo. Incluso cuando se cae mal, debe levantarse con esa noción intacta. El guión original lo convierte en un completo idiota. Creo que una vanidad perdonable lo humanizaría y lo haría un poco conmovedor. Es como si los espectadores estuvieran un paso por delante de él".——Sellers sobre cómo interpretar a Clouseau. |

Después de la muerte de su padre en octubre de 1962, Sellers decidió dejar Inglaterra y fue aprovechado por el director Blake Edwards que le ofreció el papel de Inspector Clouseau en La pantera rosa, después de que Peter Ustinov rechazara trabajar en el proyecto. Edwards recuerda la elección de Sellers. Edwards dice que se encontraba "desesperadamente infeliz y listo para matar, pero por voluntad del destino, obtuve al Sr. Sellers en lugar del Sr. Ustinov, ¡gracias a Dios!" Sellers aceptó un salario de 90000 libras por cinco semanas de rodaje entre Roma y Cortina. El film fue protagonizado por  David Niven, Capucine y Claudia Cardinale en los papeles principales, quienes quedaron prácticamente eclipsados por Sellers. De hecho, se considera que la actuación de Sellers está a la par con la de Charles Chaplin y Buster Keaton, según el biógrafo Peter Evans. Aunque la descripción del personaje de Clouseau estaba en el guion, Sellers creó la personalidad, el vestuario, el acento, el bigote y la gabardina.

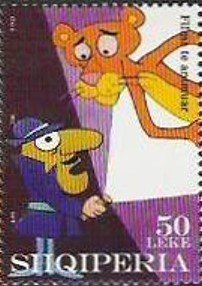
Sello de la Pantera Rosa en Albania

La pantera rosa fue presentada en enero de 1964 y fue recibida con críticas ambiguas, aunque Penelope Gilliatt del The Observer, hizo énfasis en que Sellers tenía un "perfecto sentido de la inoportunidad" en una actuación que fue "uno de los estudios más delicados sobre la propensión a los accidentes desde el cine mudo". Pero, a pesar de las críticas, el film fue uno de los mayores éxitos del año en todo el mundo. De hecho, su actuación le valió a Sellers una nominación a los Globo de Oro al mejor actor de Comedia o musical, y una al mejor actor británico en los Premios BAFTA.

### 1964–1969ːDr. Strangelove, problemas de salud, segundo matrimonio yCasino Royale
En 1963, Stanley Kubrick volvió a elegir a Sellers para una múltiple interpretación en ¿Teléfono rojo? Volamos hacia Moscú (Dr. Strangelove or: How I Learned to Stop Worrying and Love the Bomb) junto a George C. Scott, Sterling Hayden, Keenan Wynn y Slim Pickens. Sellers y Kubrick tuvieron una excelente relación durante el rodaje y se tenían el mayor respeto mutuo, así como también compartían el amor por la fotografía. El director le pidió a Sellers interpretar cuatro papeles: El Presidente de los Estados Unidos Merkin Muffley, Dr. Strangelove, el mayor de la Air Force T. J. "King" Kong, y el capitán de la RAF Lionel Mandrake. Sellers se mostró reacio al principio a hacer papeles tan diferentes pero Kubrick le convenció. Según algunos relatos, Sellers también fue invitado a interpretar el papel del general Buck Turgidson, pero lo rechazó porque era demasiado exigente físicamente. Kubrick comentó posteriormente que la idea de que Sellers hiciera tanta variedad de personajes en la película fue de que "donde quiera que miraras había una versión de Peter Sellers con el destino del mundo en sus manos". Sellers se puso especialmente nervioso sobre el personaje de Kong al no conseguir hacer de manera convincente el acento tejano. Kubrick le pidió al guionista Terry Southern, tejano de nacimiento, que grabara su voz con las líneas del personaje Kong y se los pasó a Sellers. Después de practicar el acento sureño, Sellers se vio lo suficientemente confiado como para hacer las escenas del avión.

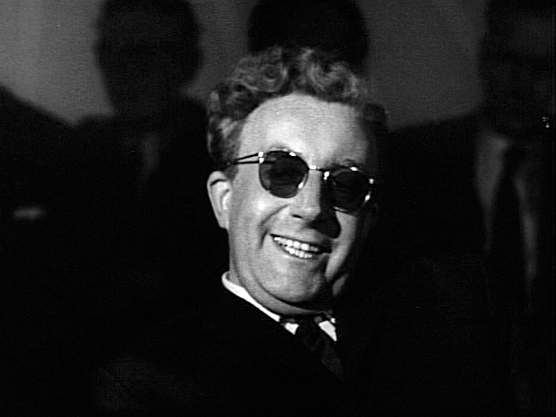
Peter Sellers en su caracterización del Dr. Strangelove

Después del primer día de rodaje, Sellers se torció el tobillo al salir de un restaurante y no pudo trabajar en el pequeño escenario de la cabina del avión. Fue entonces cuando Kubrick eligió a Slim Pickens como Kong. Los otros tres personajes que asumió Sellers fueron distintos, "variados, complejos y refinados", y el crítico Alexander Walker consideró que esos papeles "mostraban su genialidad en toda su extensión". Sellers interpretó a Muffley como un intelectual insípido y plácido inspirado en Adlai Stevenson; a Mandrake como al inglés imperturbable, y al Dr. Strangelove, como un fanático en silla de ruedas. El crítico de The Times escribía que la película incluye, "tres actuaciones notables del Sr. Sellers, magistral como presidente, entretenida como un ex-científico estadounidense nazi de revista... y aceptable como oficial de la RAF," aunque el crítico de The Guardian piensa que el retrato del oficial de la RAF "valía la pena el precio de un boleto de admisión". Por su interpretación por estos tres papeles, Sellers fue candidato al Premio Óscar al mejor actor, y el de mejor actor británico en los Premios BAFTA.
Entre noviembre de 1963 y febrero de 1964, Sellers comenzó el rodaje de El nuevo caso del inspector Clouseau (A Shot in the Dark), adaptación de la obra teatral L'Idiote de Marcel Achard. Sellers encontró el papel y la inspiración del director Anatole Litvak aburridos, así que convenció a que los productores contrataran a Blake Edwards para reemplazar a Litvak. Ellos dos juntos, con la colaboración del escritor William Peter Blatty, dieron la vuelta al guion para convertirla en una nueva comedia del inspector Clouseau, añadiendo al reparto a Herbert Lom como Comisario Dreyfus y Burt Kwouk como Cato. Durante el rodaje, la relación entre Sellers y Edwards se fue volviendo cada vez más extraña. A menudo dejaban de hablarse durante la filmación, comunicándose solo pasando notas. La personalidad de Sellers fue descrita por sus compañeros como difícil y a menudo chocaba con otros actores. Presentada a finales de junio de 1964, Bosley Crowther escribió que era una cinta "alegremente libre y fácil" en la que Sellers había desarrollado su técnica de comedia.

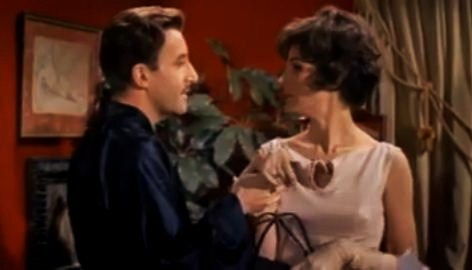
Peter Sellers y Paula Prentiss en The World of Henry Orient (1964)

Poco después de la boda con Britt Ekland  en febrero de 1964, Sellers comenzaría el rodaje en Twentynine Palms (California) de Bésame tonto de Billy Wilder, junto a Dean Martin y Kim Novak. La relación entre Wilder y Sellers se volvió tensa. Ambos tenían diferentes enfoques de trabajo y, a menudo, chocaban. Sus problemas de salud le obligaron a retirarse del rodaje de Kiss Me, Stupid y ser reemplazado por Ray Walston. Wilder fue insensible a los ataques al decir que "debes de tener corazón para poder tener un ataque".
Después de un tiempo de recuperación por su primer infarto, Sellers volvió al trabajo con el rodaje en octubre de 1964 con el telefilm A Carol for Another Christmas, para la ABC el 28 de diciembre de 1964. A Sellers le preocupaba que sus ataques cardíacos pudieran haberle causado algún daño cerebral y era incapaz de recordar algunas de sus líneas, pero se aseguró de que su memoria y habilidades no se vieron afectadas en futuros proyectos. Sellers siguió con el papel del psicoanalista austríaco pervertido Doctor Fritz Fassbender en ¿Qué tal, Pussycat? (What's New Pussycat?) de Clive Donner, junto a Peter O'Toole, Romy Schneider, Capucine, Paula Prentiss y Ursula Andress. Debido a la delicada salud de Sellers, el productor Charles K. Feldman aseguró la participación de Sellers por un valor de 360000 dólares.

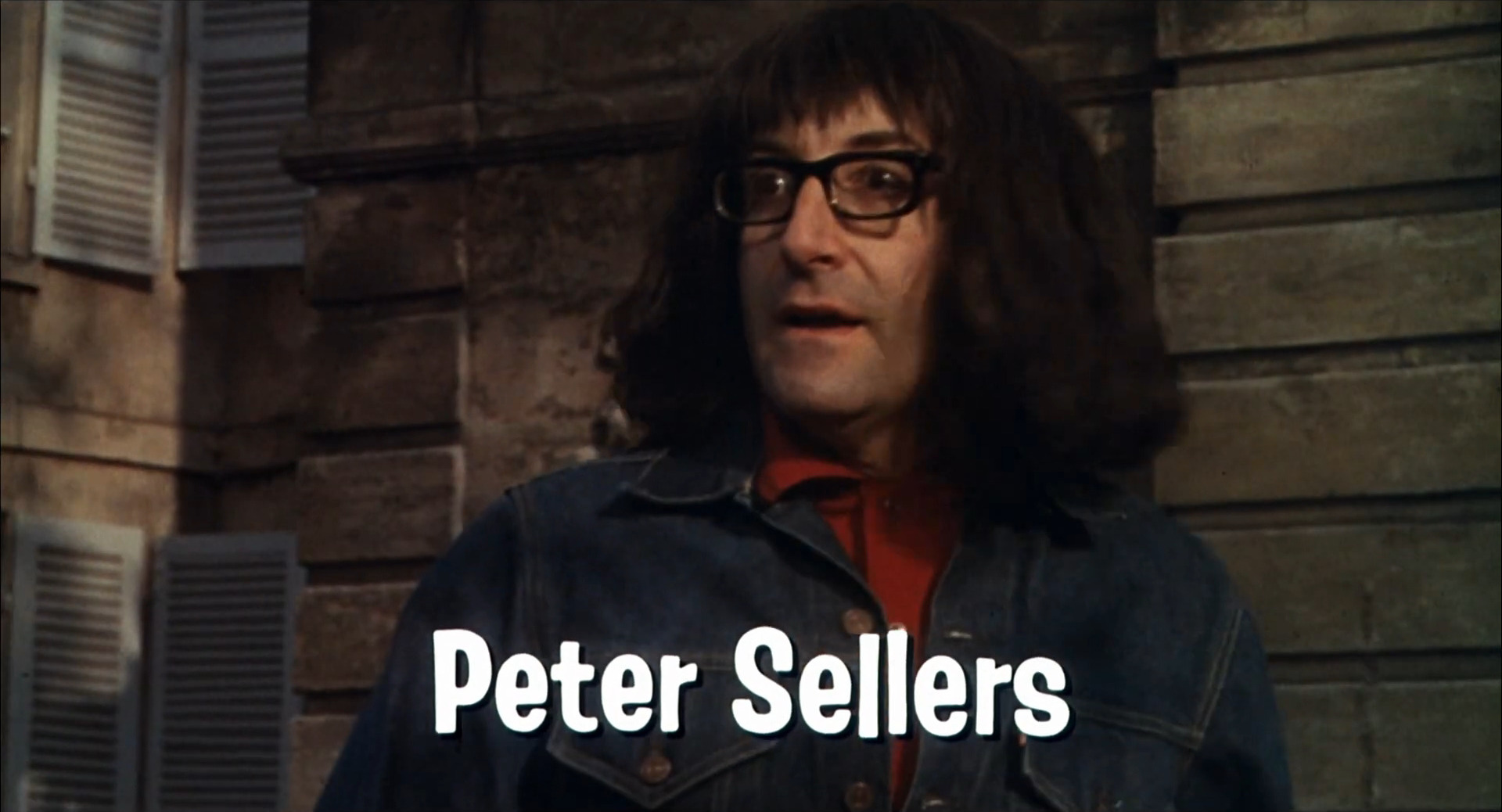
Fotograma de Peter Sellers en ¿Qué tal, Pussycat? (1964)

La pareja de actores se trasladaron a Roma en mayo para grabar juntos Tras la pista del zorro (Caccia alla volpe), una producción angloitaliana en la que aparecen los dos. El film fue dirigido por Vittorio De Sica, cuyo inglés le costó entender a Sellers. Sellers intentó que despidieran a De Sica, causando tensiones en el rodaje. También estuvo descontento con su esposa, lo que tensó su relación hasta el punto de desencadenar una discusión en la que Sellers le arrojó una silla a Ekland. A pesar de esos conflictos, el guion fue elogiado por su ingenio.
Siguiendo el éxito de What's New Pussycat?, Charles Feldman volvió a unir a Sellers y Woody Allen en su siguiente proyecto, Casino Royale, en el que también aparece Orson Welles. Sellers firmó un contrato de un millón de dólares para hacer el film. Siete guionistas trabajaron en el proyecto, y el rodaje fue un auténtico caos. Para empeorar las cosas, Sellers, en palabras de Ekland, se encontraba "muy inseguro y no se fiaba de nadie". Rápidamente se produjo una mala relación entre Sellers y Welles. Sellers finalmente exigió que los dos no compartieran el mismo set. Sellers dejó el film antes de acabar su parte por lo que se tuvo que escribir otro guion para Terence Cooper para cubrir la partida de Sellers.
En su siguiente proyecto, El magnífico Bobo (The Bobo), en el que tanto él como su mujer actuaban, los problemas matrimoniales salieron a la luz. Para redondear el desastre, a las disputas de los dos actores en el set, se le comunicó a Sellers que su madre tuvo un ataque al corazón. El director Robert Parrish ofreció a Sellers la posibilidad de visitarla en el hospital, pero Sellers se quedó en el rodaje. Murió poco días después sin que Sellers la viera. A pesar de ello, quedó profundamente afectado por su muerte y arrepentido de no haber vuelto a Londres para poder verla una última vez. El magnífico Bobo, estrenado en septiembre de 1967, tuvo una pobre recepción en taquilla.
Después de esto, el primer trabajo de Sellers fue el reencuentro con Blake Edwards para El guateque (The Party), en el que comparte casting con Claudine Longet y Denny Miller. Aquí es Hrundi V. Bakshi, un actor indio torpe que accidentalmente recibe una invitación a una lujosa cena en Hollywood. Su personaje, según su biógrafo Peter Evans, era "claramente una amalgama entre Clouseau y el doctor de The Millionairess". Roger Lewis opina que como en otros personajes de Sellers, lo interpreta de una manera simpática y digna. A esto le siguió ese año Te quiero, Alice B. Toklas (I Love You, Alice B. Toklas) de Hy Averback, interpretando a un abogado que deja su vida para convertirse en hippie. Roger Ebert del Chicago Sun-Times remarca que Sellers estaba "de vuelta haciendo lo que mejor sabe hacer", aunque también dijo que en las películas anteriores de Sellers había "estado en su peor momento reciente".
En 1969 Sellers acompañó a Ringo Starr en la producción Si quieres ser millonario no malgastes el tiempo trabajando (The Magic Christian) de Joseph McGrath. Sellers hizo el papel de Sir Guy Grand, un excéntrico millonario que hace elaboradas bromas a la gente común. El crítico Irv Slifkin escribió que el film es una reflejo del cinismo de Peter Sellers, describiendo esta película como una "proto-Pythonesca de Terry Southern" y una de las "más extrañas películas que se han estrenado ante la familia real británica". El film, una sátira de la naturaleza humana, fue criticada por los analistas del cine. Roger Greenspun, de The New York Times, cree que el film era de calidad variable y lo resumió como una "sátira brutal".

### 1970–1978ː "Periodo de indiferencia": dos matrimonios y tres secuelas deLa pantera rosa

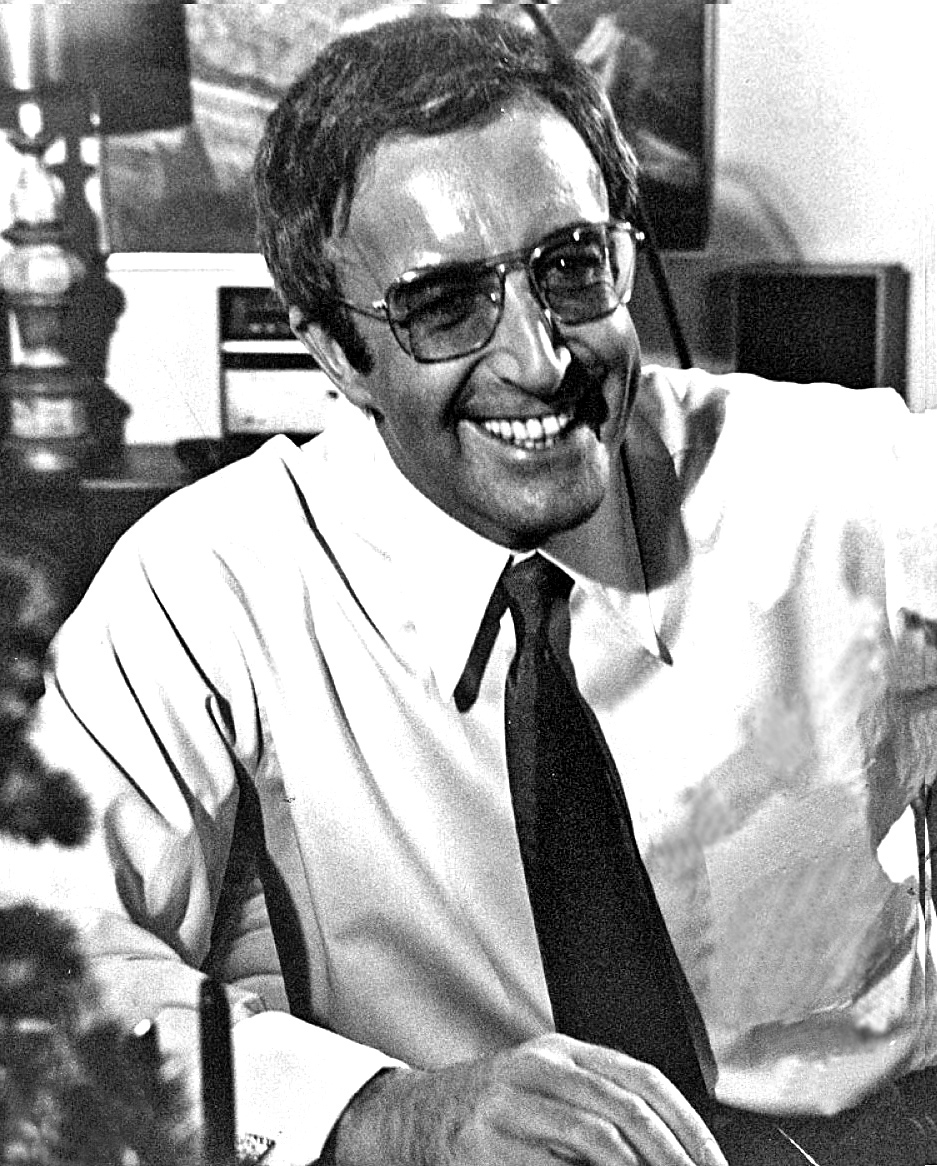
Sellers en 1971

Después de un pequeño cameo en A Day at the Beach (1970), y papel más serio como empresario que seduce a Sinéad Cusack en Amor a la inglesa (Hoffman), La carrera de Sellers resurgió levemente con su papel en el film de Roy Boulting Hay una chica en mi sopa (There's a Girl in My Soup) junto a Goldie Hawn. La cinta fue un gran éxito comercial y se convirtió en la séptima más taquillera en Gran Bretaña en 1970. Andrew Spicer, del Screenonline  del British Film Institute, consideraba que, en esta época, Sellers prefería interpretar papeles románticos donde "siempre tuvo más éxito en papeles que transmitían sus propias vanidades y pretensiones, como el de presentador de televisión o el lotero narcisista" que interpretó en Hay una chica en mi sopa.
Los siguientes trabajos del actor, como Hasta nunca, doctor (Where Does It Hurt?) de Rodney Amateau (1972) y Un fantasma al sol de mediodía (Ghost in the Noonday Sun) de Peter Medak (1974), fueron mal en taquilla y los críticos escribieron que su actuación era más frenética que divertida. A pesar de estos tropiezos artísticos, Sellers ganó el premio al Mejor Actor en el Festival Internacional de Cine de Teherán de 1973 por su trabajo en El optimista (The Optimists of Nine Elms). Según su amigo Spike Milligan, Sellers estaba a principios de los 70 en un "periodo de indiferencia y parecía que, en cualquier momento, su carrera podría haber llegado a su conclusión". Este mismo concepto lo reitera su biógrafo, Peter Evans, que de las nueve películas que rodó, tres nunca se llegaron a estrenarse y, de las primeras, tan solo There's a Girl in My Soup había sido un éxito.

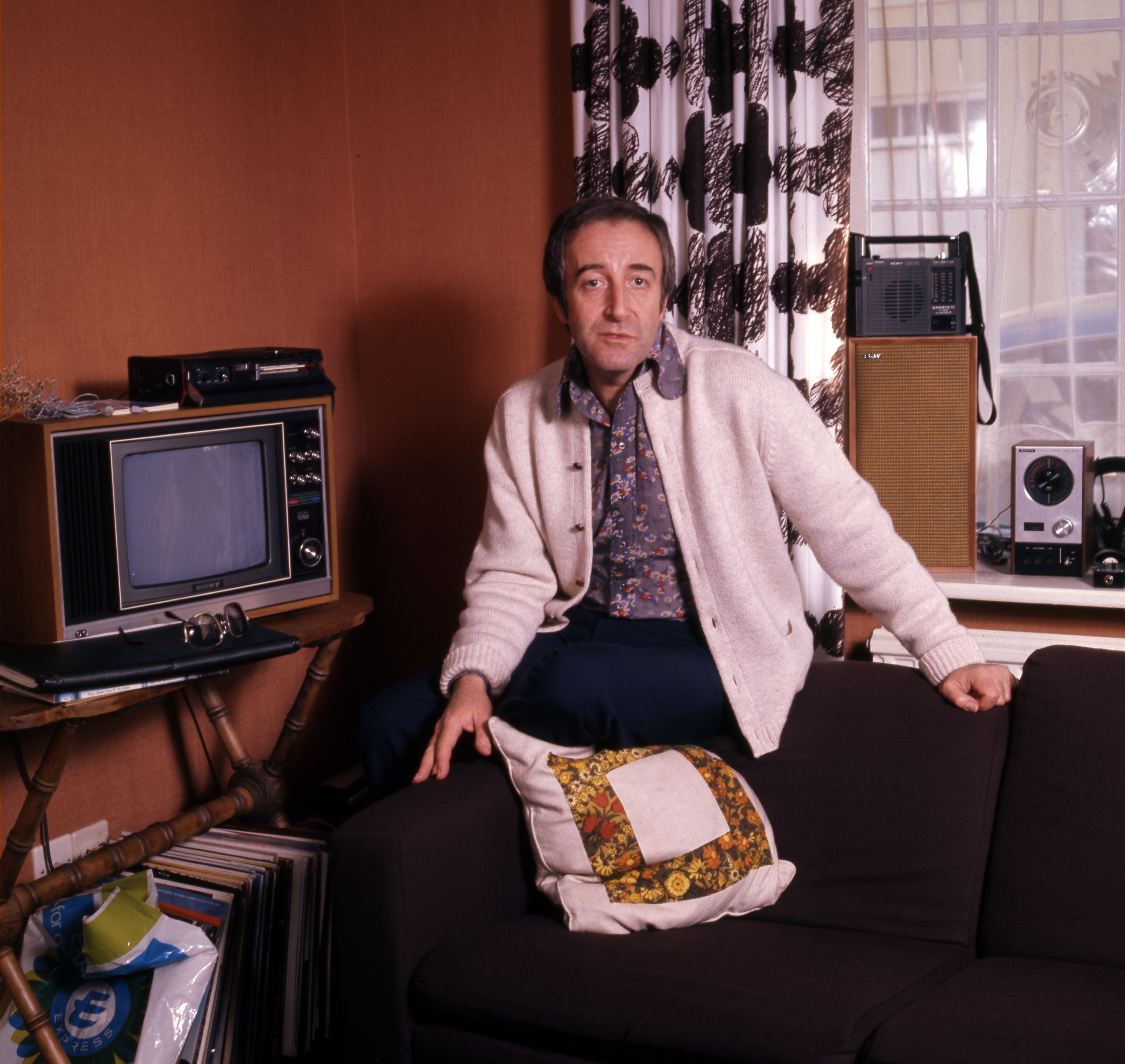
Sellers en un fotorreportaje su casa en 1973

En abril de 1972, Sellers se volvía a reunir con Milligan y Harry Secombe par grabar The Last Goon Show of All, que fue emitido el 5 de octubre del mismo año. En 1974, los amigos del actor estaban preocupados por él por sufrir un colapso nervioso. Los directores John y Roy Boulting consideraron que Sellers era "un hombre profundamente preocupado, desconfiado, ensimismado, en última instancia, autodestructivo. Era la completa contradicción." Sellers se mostraba tímido e inseguro cuando no estaba trabajando. Cuando fue invitado a la serie de Michael Parkinson en 1974, se quería retirar el día antes del rodaje, explicando a Parkinson que "no podía caminar como Peter Sellers". Cuando le animó a que se disfrazase con un personaje, apareció disfrazado de miembro de la Gestapo. Después de unas pocas líneas acordes con su personaje asumido, salió del papel y, según el propio Parkinson, "estuvo brillante, dando al público una muestra asombrosa de su virtuosismo".
En 1974, Sellers encarnó en una voraz y sexual Reina Victoria en el biopic del poeta escocés William McGonagall, El gran McGonagall de Joseph McGrath, junto a Milligan y Julia Foster. La película fue un fracaso en taquilla y la carrera de Sellers tocó fondo. Producto de su escaso gancho en taquilla, en 1974 aceptó en telefilmes y anuncios como los de Benson & Hedges o Trans World Airlines.
Otro giro en su carrera fue volver a coincidir en 1974 con Blake Edwards para interpretar de nuevo al Inspector Clouseau en El regreso de la pantera rosa (The Return of the Pink Panther), junto a Christopher Plummer, Herbert Lom y Catherine Schell. El film tuvo un presupuesto de tres millones de libras y recaudó 33 millones en mayo de 1975, relanzando la carrera de Sellers. Su papel le sirvió para conseguir una nueva nominación a los Globos de Oro al mejor actor - Comedia o musical. En 1976, le siguió La pantera rosa ataca de nuevo (The Pink Panther Strikes Again). Durante el rodaje de febrero a junio de 1976, la amistad entre Edwards y Sellers se vio seriamente deteriorada. Edwards explica el estado mental del actor durante el rodajeː "Si fuiste a un manicomio y describiste al primer recluso que viste, en eso se había convertido Peter. Era irreconocible." Con el deterioro de la salud física, a veces Sellers podía ser insoportable en el set. Su comportamiento se consideraba poco profesional e infantil, y con frecuencia tenía berrinches, amenazando con abandonar proyectos. Su conducta conflictiva durante los rodajes empezó a correr por los estudios y se le complicaron sus posibilidades de ser contratado a pesar de lo necesitado de trabajo que estaba. Aparte de sus problemas personales, The Pink Panther Strikes Again fue bien recibida nuevamente. Vincent Canby de The New York Times dijo que "hay, también, algo de lo más sórdido en el Clouseau del señor Sellers, un tipo que, cuando intenta arrancarse la ropa en el calor de la pasión, se enreda en su corbata, y que, cuando se disfraza, por razones nunca había explicado —como Quasimodo, infla su joroba con helio." Su interpretación le valió una nueva nominación a los Globos de Oro.

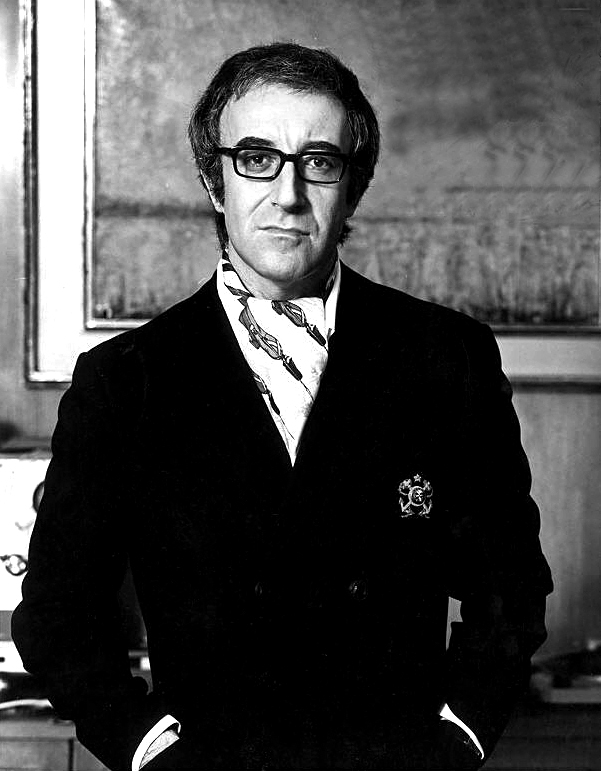
Sellers en 1975

Después de un segundo ataque cardíaco y una posterior intervención quirúrgica para implantarle un marcapasos en 1977, Sellers volvió al trabajo con La venganza de la pantera rosa que, aunque fue otro éxito de taquilla, la crítica empezó a mostrar signos de cansancio del personaje del Inspector Clouseau. Julian Upton opinaba que la tensión detrás de la cámara comenzaba a manifestarse en el ritmo lento de la película, y la describió como una "mezcolanza laboriosa y llena de acrobacias de ideas a medio cocer y chistes repetidos". También Sellers empezaba a cansarse del personaje manifestando después del rodaje que "honestamente, ya tengo bastante Inspector Clouseau. No tiene más que darme". Steven Bach, vicepresidente y jefe de producciones internacionales de United Artists, que trabajó con Sellers en Revenge of the Pink Panther, consideraba que el actor estaba "profundamente desequilibrado. Esa fue la fuente de su genio y sus aspectos verdaderamente bastante aterradores como manipulador e histérico." Pero Sellers rechazó ayuda profesional por sus desequilibros psicológicos. Sellers diría que no tenía personalidad o que casi no la percibía, lo que hacía que "necesitase un personaje fuertemente definido para interpretar." Hizo unas referencias parecidas sobre su vida cuando apareció en The Muppet Show en 1978, una aparición estelar que le valió una nominación a los Premios Emmy. Prefirió aparecer como él mismo en lugar de aparecer ocultado en personajes y acentos. Cuando la Rana Gustavo le dijo como se podía relajar y ser él mismo, Sellers le respondió:

Verás, mi querido Kermit, sería del todo imposible. Nunca podría ser yo mismo ... Ya ves, no hay un yo. Yo no existo ... Solía haber un yo, pero me lo extirparon quirúrgicamente.
Peter Sellers, The Muppet Show, Febrero 1978

### 1979ː1980ː Últimos papeles y problemas personales
En 1979, Sellers protagonizó junto a Lynne Frederick, Lionel Jeffries y Elke Sommer la nueva versión del El prisionero de Zenda de in Richard Quine. Aquí volvía a hacer tres papeles, Los reyes Rodolfo IV y Rodolfo V—reyes de la ficticia nación de Ruritania— y Syd Frewin, hermanastro de Rodolfo V. Estrenada en mayo de 1979, el film tuvo una notable acogida. Janet Maslin del The New York Times notaba como Sellers dividía "sus energías entre un personaje serio y uno divertido pero su lado serio es mucho más impresionante". Pero por ejemplo, Philip French del The Observer, no se dejó impresionar por el film escribiendo que la película era "un revoltijo de gachas" y afirmando que "Sellers revela que no puede trazar la línea entre lo sincero y lo sentimental".
A finales de 1979, Sellers protagoniza junto a Shirley MacLaine, Melvyn Douglas y Jack Warden la comedia negra Bienvenido Mr. Chance (Being There) en el papel de Chance, un jardinero justo de entendederas que es un adicto a la televisión que llega a las más altas cotas de poder y riqueza. En una entrevista a la BBC 1971, Sellers había dicho que, no deseaba más en el mundo que interpretar este papel y persuadió con éxito al autor del libro, Jerzy Kosinski, para que le permitiera a él y al director Hal Ashby hacer la película, siempre que Kosinski pudiera escribir el guion. Durante el rodaje, para no perder su papel, Sellers rechazó hacer cualquier entrevista que le alejara de los otros actores. Sellers consideró que la forma de caminar y la voz de Chance eran los atributos más importantes del personaje y, al prepararse para el papel, trabajó solo con una grabadora o con su esposa, y luego con Ashby, para perfeccionar la enunciación clara y la expresión plana necesarias para revelar "la mente infantil que hay detrás de sus las palabras". Sellers describió su experiencia en el rodaje como "muy humilde pero poderosa", y afirmó que trabajar con Shirley MacLaine como un sueño. La encarnación de Sellers fue aclamada por todo el mundo tanto en Estafdos Unidos como en el extranjero. El crítico cinematográfico Danny Smith afirmó que el "triunfo culminante de la notable carrera de Peter Sellers". Otro crítico, Frank Rich escribió que escribió que la habilidad actoral requerida para este tipo de papel, con una "personalidad cismática que Peter tuvo que transmitir con una ardua técnica vocal y gestual... Un actor menor habría hecho que la disfunción mental del personaje fuera ostentosa y drástica... [ Su] inteligencia siempre fue más profunda, su confianza en pantalla mayor, su técnica mucho más finamente perfeccionada". y añadía que la actuación de Sellers "hace creíble un film fantástico". Este papel le dio al actor el premio al National Board of Review al Mejor Actor de 1979; el London Critics Circle Film Awards, el Premio del Círculo de Críticos de Cine de Nueva York al mejor actor y el Globo de Oro al mejor actor de somedia o musical de 1979. Le mereció su segunda y última nominación al Óscar al mejor actor y el de BAFTA al mejor actor 1980.
En marzo de 1980, Sellers preguntó a su hija de quince años qué pensaba sobre Being There. Ella, en una entrevista posterior comentó que "Le dije que me había parecido genial. Pero luego le dije: 'Parecías un viejito gordo'... eso le hizo volver loco. Me arrojó su bebida y me dijo que tomara el próximo avión a casa.." Su otra hija Sarah le dijo a Sellers lo que pensaba sobre el incidente y él le envió un telegrama que decía: "Después de lo que pasó esta mañana con Victoria, seré feliz si no vuelvo a tener noticias tuyas. No te diré lo que pienso de ti. Pero es obvio. Adiós, tu padre."
Su última película en vida fue El diabólico plan del Dr. Fu Man Chú (The Fiendish Plot of Dr. Fu Manchu), una comedia que vuelve a versionar las novelas del personaje creado por Sax Rohmer. Sellers interpretaba a dos personajes y brevemente, uno adicionalː el inspector Nayland Smith y Fu Manchú, junto a Helen Mirren y David Tomlinson. La producción tuvo muchos problemas antes de comenzar la filmación. Dos directores ( Richard Quine y John Avildsen) fueron despedidos antes de que el guion estuviera acabado. Sellers también aportó desestabilización al rodaje manifestando su descontento con el retrato que se hacía de Manchú y, además, su estado físico causaba parones en el rodaje. Peleas entre Sellers y el director Piers Haggard hicieron que Haggard fuera despedido y fue el propio Sellers quien se hizo cargo de la dirección con la ayuda de su amigo David Lodge. Tom Shales de The Washington Post escribió que el film era "una indefendible e inepta comedia", argumentado que "es difícil nombrar a otro buen actor que haya hecho tantas películas malas como Sellers, un comediante de grandes dotes pero con un juicio ferozmente defectuoso. "Manchú" ocupará el lugar que le corresponde junto con esos otros proyectos colosalmente desaconsejados como Tell Me Where It Hurts, The Bobo o The Prisoner of Zenda".
Los últimos trabajos de Sellers fueron una serie de anuncios para Barclays Bank, filmados en abril de 1980 en Irlanda en la que interpreta a un judío. Según el biógrafo Peter Evans, Sellers recibió críticas por su interpretación de personajes interpretados como judíos de los días de "The Goon Show" y el programa recibió quejas acusándolos de antisemitismo. El personaje de Monty Casino fue igualmente criticado, y Barclays tomó la decisión de cancelar inmediatamente el comercial, aunque, según ellos, como una muestra de respeto a su muerte. se tenían que filmar cuatro pero solo se pudieron hacer tres antes de que llegara la muerte del actor. Después de dos días en cuidados intensivos y contra el consejo de los médicos, viajó al Festival de Cannes, donde Being There competía en la sección oficial. Sellers volvió a caer enfermo en Cannes, volviendo a su residencia de Gstaad para trabajar en su siguiente proyecto Romance of the Pink Panther.
Sellers había comenzado en la última época a reconstruir su relación con su hijo Michael después del fracaso del matrimonio de este último. En momentos más desenfadados, Sellers había bromeado diciendo que su epitafio debería decir "Estrella de escenario, pantalla y pensión alimenticia."

## Salud y muerte

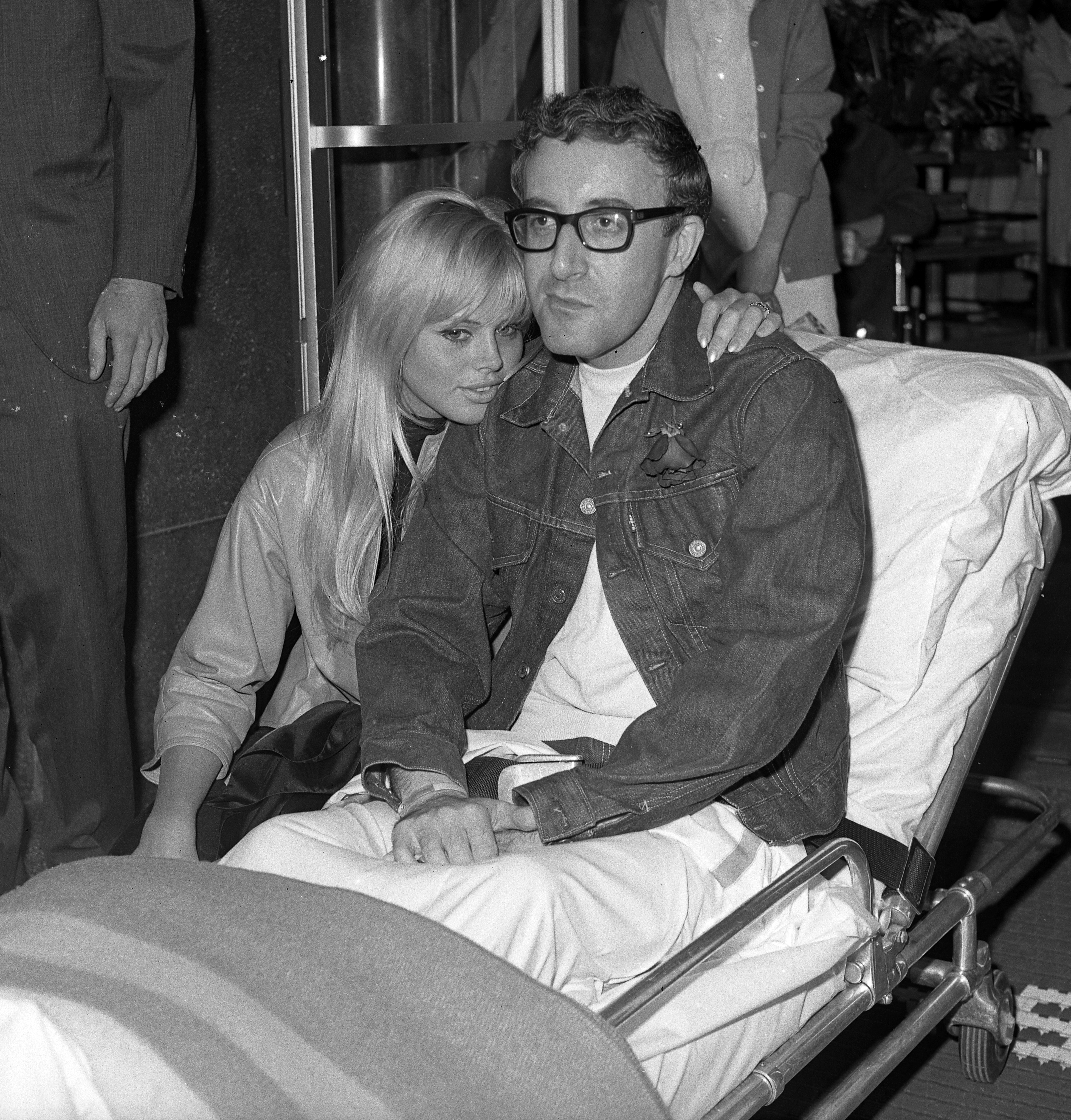
Peter Sellers con Britt Ekland en una ambulancia el 8 de mayo de 1964

La noche del 5 de abril de 1964, antes de tener sexo con su mujer Ekland, Sellers inhaló popper como estimulante sexual, lo que provocó que sufriera ocho ataques cardíacos en el curso de tres horas. Esta enfermedad le obligó a retirarse del rodaje de Kiss Me, Stupid y ser reemplazado por Ray Walston. Desde entonces, la salud de Sellers nunca fue la misma.
El 20 de marzo de 1977, Sellers sufrió un segundo ataque al corazón grave en un vuelo de París a Londres y, posteriormente, le fue implantado un marcapasos. Sellers se tomó un año sabático para relajarse. Pero el actor no tardó en cambiar de idea y quiso continuar rodando películas. 
El 21 de julio de 1980, se desplomó en la habitación del lujoso hotel londinense Dorchester, antes de visitar las exequias de sus padres en el Golders Green Crematorium. Tenía planes de ir a comer con sus compañeros del Goon Show Milligan y Secombe al día siguiente. Pero el actor se desplomó en su habitación y fue llevado de urgencia al Middlesex Hospital de Londres, donde murió pasada la medianoche del 24 de julio de 1980. Curiosamente, el 30 de julio (nueve días después) de ese mismo año tenía programada una cirugía de corazón en Los Ángeles (California).
Se realizó un funeral íntimo en el Golders Green Crematorium el 26 de julio, conducido por su amigo John Hester. El chiste final de Sellers llegó en su entierro cuando sonó el "In the Mood" de Glenn Miller, una sintonía que todos los Goons odiaban. Él sabía que si sonaba, tendrían que estar callados y en silencio. Se hizo un servicio de recuerdo en el St Martin-in-the-Fields el 8 de septiembre de 1980, día en el que el actor hubiera cumplido 55 años.
Aunque, según los informes, Sellers estaba en el proceso de excluir a Frederick de su testamento una semana antes de su muerte, ella heredó prácticamente toda la fortuna del actor valorado en 4 millones y medio de libras mientras que sus hijos recibieron 800 libras cada uno. Spike Milligan le pidió que aumentara la cantidad de los tres hijos de Sellers, pero ella se negó. Frederick posteriormente se casó con David Frost, primero, y con el cardiólogo Barry Unger después. Moriría en 1994 por una sobredosis de alcohol y drogas.}} El único hijo de Sellers, Michael, moriría de un ataque al corazón a los 52 años el 24 de julio de 2006, 26 años exactos después de la muerte de su padre.
En 1982, Metro-Goldwyn-Mayer, desde 1981 propietaria matriz de United Artists, lanzó una nueva secuela de la exitosa saga de la  Pantera Rosa, titulada Tras la pista de la pantera rosa. El director, Blake Edwards, se mostró inflexible en no volver a dirigir al personaje, seguro de que nadie podría reemplazar adecuadamente a Sellers así que la realizó con cortes de las películas anteriores y material inédito del actor. Sin embargo, resultó un fracaso de taquilla y de crítica.
Geoffrey Rush lo interpreta en The Life and Death of Peter Sellers (2004), de Stephen Hopkins, que cuenta la vida del comediante.
En 1998, cuando Robin Williams ganó el Premio Óscar al mejor actor secundario, le dedicó su premio.

## Vida privada

### Vida sentimental
En 1949, Sellers comenzó a salir con Anne Howe, una actriz australiana que vivía en Londres. Le propuso matrimonio en abril de 1950 y se casaron en Londres el 15 de septiembre de 1951. Su hijo Michael nació el 2 de abril de 1954, y Sarah le siguió en 1958.La relación fue deteriorándose a principios de los 60. Levantó una noche a su hijo por la noche para preguntarle como le sentaría si se divorciaba con su madre.
Todo se precipitó cuando Sellers y Sophia Loren tuvieron una estrecha relación durante el rodaje de La millonaria, culminando cuando Sellers declaró que estaba enamorado de ella antes que de su mujer. Fue una época incierta en el plano personal. Existen dudas sobre si la relación fue algo más que platónica: varias personas, incluido Spike Milligan, lo consideran una aventura, mientras que otros, incluido Graham Stark, piensan que tan solo fue una estrecha amistad. La esposa de Sellers en ese momento, Anne, comentó más tarde: "No sé hasta el día de hoy si tuvo una aventura con Loren. Nadie lo puede saber".

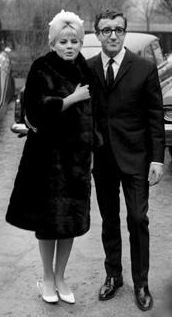
Peter Sellers y Britt Ekland en 1964

A finales del rodaje de  El nuevo caso del inspector Clouseau a principios de febrero de 1964, Sellers conocería a Britt Ekland, una actriz sueca que acababa de llegar a Londres para rodar Guns at Batasi. El 19 de febrero de 1964, justo diez días después de conocerse, se casaban. Sellers demostró muy pronto signos de inseguridad y paranoia en la relación. Se volvió extremadamente ansioso y celoso, por ejemplo, cuando Ekland trabajaba con hombres atractivos. El 20 de enero de 1965, Sellers y Ekland anunciaron el nacimiento de su hija Victoria. Juntos actuaron en Carol for Another Christmas (1964), After the Fox (1966) y The Bobo (1967). 
Los problemas empezaron a llegar en 1967. Poco después de dejar el rodaje de Casino Royale, Sellers fue nombrado Comendador de la Orden del Imperio Británico (CBE) en reconocimientos por su carrera. La víspera de la ceremonia en el Palacio de Buckingham, Sellers y Ekland discutieron y Ekland le arañó la cara en la disputa. Sellers hizo que un maquillador cubriera las marcas. A las tres semanas de rodaje en Italia de The Bobo, las disputas matrimoniales entre él y Ekland era tan intensas que pidió al director Robert Parrish despedir a su esposa amenazando de no volver después del almuerzo "si esa puta está en el set". Ekland declaró más tarde que el matrimonio era "una farsa atroz" en esta etapa. La actriz le entregó los papeles de divorcio poco después del final del rodaje y el divorcio se firmó el 18 de diciembre de 1968. El amigo de Sellers Spike Milligan envió a Ekland un telegrama felicitándola.
El 24 de agosto de 1970, se casó con la modelo de 23 años Miranda Quarry a pesar de que el actor expresó a su agente Dennis Selinger sus dudas sobre el hecho de volverse a casar. En mayo de 1973 su tercer matrimonio ya era fallido. De hecho, en 1974, Sellers fue al teatro a ver una función de Liza Minnelli. Se enamoró de la actriz y se comprometieron tres días después, a pesar de que Minelli estaba comprometida con Desi Arnaz Jr. y Sellers, casado. Su relación tan solo duró un mes y el divorcio de Sellers y Quarry se produjo en septiembre de 1974. Ella posteriormente se convertiría en la condesa de Stockton. 
En marzo de 1976, Sellers comenzó a salir con Lynne Frederick, con la se casó el 18 de febrero de 1977. El biógrafo Roger Lewis documenta que, de todas las cuatro mujeres de Sellers, Frederick fue la peor tratada. Julian Upton la comparó con un combate de boxeo entre un peso pesado y un peso pluma, una relación que "oscilaba del ardor al odio, la reconciliación y el remordimiento."

### Personalidad y vida privada
A pesar de su reconocida faceta cómica, Peter Sellers fue descrito por quienes lo conocieron como una persona emocionalmente inestable y con tendencia al abuso de sustancias psicotrópicas. Experimentó episodios depresivos, especialmente tras el fracaso comercial o crítico de algunas de sus películas. Con una personalidad reservada y escasa exposición pública, Sellers manifestó en diversas ocasiones que no sentía poseer una identidad propia fuera de los personajes que interpretaba. Esta idea quedó reflejada en sus grabaciones personales: filmó de manera compulsiva sus casas, a su familia y a su entorno cercano hasta el final de su vida. Este material íntimo permaneció inédito durante décadas tras su fallecimiento en 1980.
Durante la década de 1950, en un intento por encauzar su carrera, acudió regularmente al astrólogo Maurice Woodruff, cuya influencia fue significativa en sus decisiones profesionales. También aseguró haber tenido un encuentro revelador con un guía espiritual nativo estadounidense, lo que lo llevó a creer que el legendario cómico de music hall Dan Leno —fallecido en 1904— guiaba sus pasos artísticos. Sellers fue miembro de la Grand Order of Water Rats, organización fraternal fundada precisamente por Leno en 1890. En 1974, llegó a declarar que se había comunicado con el espíritu de Leno, quien le habría aconsejado retomar el personaje del inspector Clouseau.
Su personalidad volátil generó frecuentes conflictos con compañeros de trabajo, incluidos directores y actores. Mantuvo una relación particularmente tensa con el cineasta Blake Edwards, con quien trabajó en La pantera rosa y La fiesta inolvidable. Tras esta última producción, ambos dejaron de hablarse durante años, y Sellers evitó colaborar nuevamente con él durante un largo periodo. En el plano personal, su segunda esposa, la actriz sueca Britt Ekland, denunció el comportamiento controlador y los celos extremos de Sellers. El actor, por su parte, asumía responsabilidad por el fracaso de su matrimonio, llegando a afirmar en una entrevista: «no es fácil convivir conmigo».

## Técnica

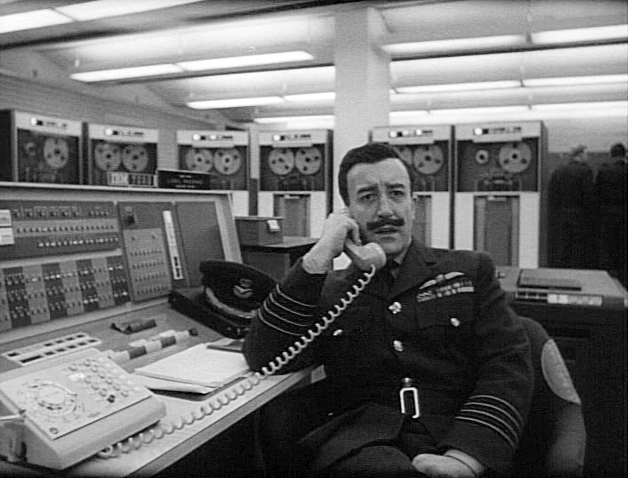
Sellers como el capitán Lionel Mandrake en ¿Teléfono rojo? Volamos hacia Moscú

Vincent Canby de The New York Times dijo sobre las películas de la Pantera Rosa «No estoy seguro de por qué Mr. Sellers y Mr. Lom forman un equipo tan hilarante, aunque puede ser porque cada uno de ellos es un buen actor cómico con un talento especial para representar el tipo de ensimismamiento épico que lo consume todo, y que hace que la farsa del slapstick sea inicialmente aceptable -en lugar de alarmante- y finalmente tan divertida». El crítico de cine Elvis Mitchell dijo que Sellers era uno de los pocos genios de la comedia que era capaz de esconderse realmente detrás de sus personajes, sin dar al público la sensación de cómo era en la vida real. Una característica de las caracterizaciones realizadas por Sellers es que, independientemente de lo torpes o idiotas que sean, se aseguraba de que siempre conservaran su dignidad. Sobre su interpretación de Clouseau, Sellers dijo: «Me propuse interpretar a Clouseau con gran dignidad porque creo que él se cree probablemente uno de los mejores detectives del mundo. El guion original le hace parecer un completo idiota. Pensé que una vanidad perdonable lo humanizaría y lo haría conmovedor».
El biógrafo de Sellers, Ed Sikov, señala que debido a esta dignidad conservada, Sellers es «el maestro en interpretar a hombres que no tienen idea de lo ridículos que son». El historiador social Sam Wasson señala la complejidad de las interpretaciones de Sellers en las películas de la Pantera Rosa, que tiene el efecto de alejar a Clouseau de su entorno. Wesson considera que «como comedia "baja" y "alta" enrolladas en una, es el contrapunto performativo del Naturalismo sofisticado Eduardiano». Esta combinación de «alto» y «bajo», ejemplificada por el intento de Clouseau de conservar la dignidad después de una caída, significa que dentro de la película Clouseau era «el único representante de la humanidad». La crítica de cine Dilys Powell también vio la dignidad inherente en los papeles y escribió que Sellers tenía un «equilibrio entre el carácter y el absurdo». Richard Attenborough también pensaba que, debido a su simpatía, Sellers podía «inyectar en sus caracterizaciones la fragilidad y la sustancia de un ser humano».
El director Peter Hall observó que «Peter tenía la capacidad de identificarse completamente con otra persona, y adentrarse en ella física, mental y emocionalmente. ¿De dónde le venía eso? No tengo ni idea. ¿Es una maldición? Suele serlo. Creo que en este oficio no basta con tener talento. Necesitas tener talento para gestionar el talento. Y creo que eso Peter no lo tenía».
El autor Aaron Sultanik observó que en las primeras películas de Sellers, como I'm All Right Jack, muestra «interpretaciones hábiles y técnicas [que] señalan la naturaleza mecánica de su caracterización cómica», que «reduce cada uno de sus personajes a una serie de tics burdos y torpes». La académica Cynthia Baron observó que las caracterizaciones externas de Sellers llevaron a los críticos a dudar de si el trabajo de Sellers era una «verdadera» actuación. El crítico Tom Milne vio un cambio a lo largo de la carrera de Sellers y pensó que su «genio cómico como actor de carácter fue... sofocado por su elevación a protagonista» y sus últimas películas sufrieron como resultado. Sultanik estuvo de acuerdo y comentó que la «excepcional técnica vocal y física» de Sellers fue infrautilizada durante su carrera en Estados Unidos.
Los académicos Maria Pramaggiore y Tom Wallis señalaron que Sellers encaja en el molde de un actor técnico, ya que muestra un dominio de la caracterización física, como el acento o el rasgo físico. El escritor y dramaturgo John Mortimer comprobó el proceso por sí mismo cuando Sellers estaba a punto de emprender el rodaje de The Dock Brief de Mortimer y no podía decidir cómo interpretar el personaje del abogado. Por casualidad, pidió berberechos para almorzar y el olor le trajo un recuerdo de la ciudad costera de Morecambe: esto le dio «la idea de un acento desvaído del norte del país y la sugerencia de un bigote desaliñado». Tan importante era la voz como punto de partida para el desarrollo de los personajes, que Sellers se paseaba por Londres con una grabadora de bobina, grabando voces para estudiarlas en casa.

## Filmografía
Cine
| Año  | Título en español                                           | Título original                                                      | Director                                  | Personaje(s) | Notas                                                                        |
| ---- | ----------------------------------------------------------- | -------------------------------------------------------------------- | ----------------------------------------- | --- | ---------------------------------------------------------------------------- |
| 1951 | Penny Points to Paradise                                    | Penny Points to Paradise                                             | Tony Young                                | El alcalde |                                                                              |
| 1952 | Down Among the Z Men                                        | Down Among the Z Men                                                 | Maclean Rogers                            | Coronel Bloodnok |                                                                              |
| 1953 | La burla del diablo                                         | Beat the Devil                                                       | John Huston                               | Voz | Sin acreditar                                                                |
| 1953 | Our Girl Friday                                             | Our Girl Friday                                                      | Noel Langley                              | Voz del loro | Sin acreditar                                                                |
| 1954 | Orders are Orders                                           | Orders are Orders                                                    | David Paltenghi                           | Private Goffin |                                                                              |
| 1955 | John y Julie                                                | John and Julie                                                       | William Fairchild                         | P.C. Diamond |                                                                              |
| 1955 | El quinteto de la muerte                                    | The Ladykillers                                                      | Alexander Mackendrick                     | Harry Robinson |                                                                              |
| 1956 | El hombre que nunca existió                                 | The Man Who Never Was                                                | Ronald Neame                              | Voz Winston Churchill | Sin acreditar                                                                |
| 1957 | The Smallest Show on Earth                                  | The Smallest Show on Earth                                           | Basil Dearden                             | Percy Quill |                                                                              |
| 1957 | La verdad al desnudo                                        | The Naked Truth                                                      | Mario Zampi                               | Sonny Macgregor |                                                                              |
| 1958 | Up the Creek                                                | Up the Creek                                                         | Val Guest                                 | CPO Doherty |                                                                              |
| 1958 | El pequeño gigante                                          | Tom Thumb                                                            | George Pal                                | El villano Anthony |                                                                              |
| 1959 | Despiste ministerial                                        | Carlton-Browne of the F.O.                                           | Roy Boulting y Jeffrey Dell               | Señar Amphibulos primer ministro de Gaillardia                                                                                     |                                                                              |
| 1959 | Un golpe de gracia                                          | The Mouse That Roared                                                | Jack Arnold                               | Gran Duque Gloriana XII Prime ministro conde Rupert of Mountjoy Tully Bascombe                                                     |                                                                              |
| 1959 | Estoy bien, Jack                                            | I'm Alright, Jack                                                    | John Boulting                             | Fred Kite Sir John Kennaway |                                                                              |
| 1960 | La extraña prisión de Huntleigh                             | Two Way Stretch                                                      | Robert Day                                | Dodger Lane |                                                                              |
| 1960 | La batalla de sexos                                         | The Battle of the Sexes                                              | Charles Chrichton                         | Mr. Martin |                                                                              |
| 1960 | Hasta el último aliento                                     | Never Let Go                                                         | John Guillermin                           | Lionel Meadows |                                                                              |
| 1960 | La millonaria                                               | The Millionairess                                                    | Anthony Asquith                           | Doctor Ahmed El Kabir Parerga |                                                                              |
| 1961 | Mr. Topaze                                                  | Mr. Topaze                                                           | Peter Sellers                             | Auguste Topaze |                                                                              |
| 1962 | Juego para dos                                              | Only Two Can Play                                                    | Sidney Gilliat                            | John Lewis |                                                                              |
| 1962 | Dos frescos en órbita                                       | The Road to Hong Kong                                                | Norman Panama                             | neurólogo indio |                                                                              |
| 1962 | El mayor mujeriego                                          | Waltz of the Toreadors                                               | John Guillermin                           | General Leo Fitzjohn |                                                                              |
| 1962 | Lolita                                                      | Lolita                                                               | Stanley Kubrick                           | Clare Quilty Dr. Zempf |                                                                              |
| 1962 | El tribunal de la comedia                                   | The Dock Brief                                                       | James Hill                                | Wilfred Morgenhall |                                                                              |
| 1963 | El honrado gremio del robo                                  | The Wrong Arm of the Law                                             | Cliff Owen                                | Pearly Gates |                                                                              |
| 1963 | La pantera rosa                                             | The Pink Panther                                                     | Blake Edwards                             | Inspector Jacques Clouseau |                                                                              |
| 1963 | Cielos arriba                                               | Heavens Above!                                                       | John Boulting y Roy Boulting              | Reverendo John Smallwood |                                                                              |
| 1964 | ¿Teléfono rojo? Volamos hacia Moscú                         | Dr. Strangelove or: How I Learned to Stop Worrying and Love the Bomb | Stanley Kubrick                           | Group Capt. Lionel Mandrake President Merkin Muffley Dr. Strangelove                                                               |                                                                              |
| 1964 | El irresistible Henry Orient                                | The World of Henry Orient                                            | George Roy Hill                           | Henry Orient |                                                                              |
| 1964 | El nuevo caso del inspector Clouseau                        | A Shot in the Dark                                                   | Blake Edwards                             | Inspector Jacques Clouseau |                                                                              |
| 1965 | ¿Qué tal, Pussycat?                                         | What's New Pussycat                                                  | Clive Donner                              | Dr. Fritz Fassbender |                                                                              |
| 1966 | La caja de las sorpresas                                    | The Wrong Box                                                        | Bryan Forbes                              | Doctor Pratt |                                                                              |
| 1966 | Tras la pista del zorro                                     | Caccia alla volpe                                                    | Vittorio De Sica                          | Aldo Vanucci |                                                                              |
| 1967 | Casino Royale                                               | Casino Royale                                                        | John Huston                               | Evelyn Tremble 007 |                                                                              |
| 1967 | El magnífico Bobo                                           | The Bobo                                                             | Robert Parrish                            | Juan Bautista |                                                                              |
| 1967 | Siete veces mujer                                           | Woman Times Seven                                                    | Vittorio De Sica                          | Jean | Segmento "Paulette"                                                          |
| 1968 | El guateque/La fiesta inolvidable                           | The Party                                                            | Blake Edwards                             | Hrundi V. Bakshi |                                                                              |
| 1968 | Te quiero, Alice B. Toklas                                  | I Love You, Alice B. Toklas                                          | Hy Averback                               | Harold Fine |                                                                              |
| 1969 | Si quieres ser millonario no malgastes el tiempo trabajando | The Magic Christian                                                  | Joseph McGrath                            | Sir Guy Grand |                                                                              |
| 1970 | Amor a la inglesa                                           | Hoffman                                                              | Alvin Rakoff                              | Benjamin Hoffman |                                                                              |
| 1970 | Hay una chica en mi sopa                                    | There's a Girl in My Soup                                            | Roy Boulting                              | Robert Danvers |                                                                              |
| 1970 | A Day at the Beach                                          | A Day at the Beach                                                   | Simon Hesera                              | A. Queen |                                                                              |
| 1972 | Hasta nunca, doctor                                         | Where Does It Hurt?                                                  | Rod Amateau                               | Dr. Albert T. Hopfnagel |                                                                              |
| 1972 | Las aventuras de Alicia                                     | Alice's Adventures in Wonderland                                     | William Sterling                          | Liebre de marzo |                                                                              |
| 1973 | El optimista                                                | The Optimists of Nine Elms                                           | Anthony Simmons                           | Sam |                                                                              |
| 1973 | The Blockhouse                                              | The Blockhouse                                                       | Clive Rees                                | Rouquet |                                                                              |
| 1974 | Camas blandas, batallas duras                               | Soft Beds, Hard Battles                                              | Roy Boulting                              | Général Latour Major Robinson Herr Schroeder Adolf Hitler M. Le Président des Forces Spéciales H.R.H. General El Príncipe de Kyoto |                                                                              |
| 1974 | Un fantasma al sol de mediodía                              | Ghost in the Noonday Sun                                             | Peter Medak Spike Milligan Peter Sellers  | Dick Scratcher |                                                                              |
| 1975 | El gran McGonagall                                          | The Great McGonagall                                                 | Joseph McGrath                            | Reina Victoria |                                                                              |
| 1975 | El regreso de la pantera rosa                               | The Return of the Pink Panther                                       | Blake Edwards                             | Inspector Jacques Clouseau |                                                                              |
| 1976 | Un cadáver a los postres                                    | Murder by Death                                                      | Robert Moore                              | Sidney Wang |                                                                              |
| 1976 | La pantera rosa ataca de nuevo                              | The Pink Panther Strikes Again                                       | Blake Edwards                             | Inspector Jacques Clouseau |                                                                              |
| 1978 | La venganza de la pantera rosa                              | Revenge of the Pink Panther                                          | Blake Edwards                             | Inspector Jacques Clouseau |                                                                              |
| 1978 | Kingdom of Gifts                                            | Kingdom of Gifts                                                     | Ted Kneeland                              | El alcalde un poco ladrón (voz) |                                                                              |
| 1979 | El estrafalario Prisionero del Zenda                        | The Prisoner of Zenda                                                | Richard Quine                             | Rodolfo IV Rodolfo V Syd Frewin |                                                                              |
| 1979 | Bienvenido, míster Chance Desde el Jardín                   | Being There                                                          | Hal Ashby                                 | Chance |                                                                              |
| 1980 | El diabólico plan del Dr. Fu Man Chú                        | The Fiendish Plot of Dr. Fu Manchu                                   | Piers Haggard Richard Quine Peter Sellers | Fu Manchú |                                                                              |
| 1980 | Tras la pista de la Pantera Rosa                            | Trail of the Pink Panther                                            | Blake Edwards                             | Inspector Jacques Clouseau | Post mortem. Realizada con montajes de archivo en los que aparecía el actor. |

Televisión
| Año  | Título original             | Director             | Personaje         | Notas          |
| ---- | --------------------------- | -------------------- | ----------------- | -------------- |
| 1952 | Goonreel                    | Michael Mills        | Varios personajes | Película de TV |
| 1952 | Trial Gallop                | Maclean Rogers       | Varios personajes | Película de TV |
| 1964 | Carol for Another Christmas | Joseph L. Mankiewicz | Imperial Me       | Película de TV |
| 1966 | Alice in Wonderland         | Jonathan Miller      | Rey de corazones  | Película de TV |
| 1975 | Julie: My Favourite Things  | Blake Edwards        | Doctor loco       | Película de TV |

## Premios y nominaciones
Premios Óscar
| Año  | Categoría          | Película                                                             | Resultado |
| ---- | ------------------ | -------------------------------------------------------------------- | --------- |
| 1960 | Mejor cortometraje | The running, jumping and standing-still film                         | Nominado  |
| 1965 | Mejor actor        | Dr. Strangelove or: How I Learned to Stop Worrying and Love the Bomb | Nominado  |
| 1980 | Mejor actor        | Bienvenido, Mr. Chance                                               | Nominado  |

Festival Internacional de Cine de San Sebastián
| Año  | Categoría                      | Película           | Resultado |
| ---- | ------------------------------ | ------------------ | --------- |
| 1962 | Concha de Plata al mejor actor | El mayor mujeriego | Ganador   |

| Año  | Premios              | Categoría                       | Trabajo nominado                                                     | Resultado | Ref. |
| ---- | -------------------- | ------------------------------- | -------------------------------------------------------------------- | --------- | ---- |
| 1960 | Premios BAFTA        | Mejor actor británico           | I'm All Right Jack                                                   | Ganador   |      |
| 1963 | Premios Globo de Oro | Mejor actor de reparto          | Lolita                                                               | Nominado  |      |
| 1963 | Premios BAFTA        | Mejor actor británico           | Only Two Can Play                                                    | Nominado  |      |
| 1965 | Premios BAFTA        | Mejor actor británico           | Dr. Strangelove or: How I Learned to Stop Worrying and Love the Bomb | Nominado  |      |
| 1965 | Premios BAFTA        | Mejor actor británico           | La Pantera Rosa                                                      | Nominado  |      |
| 1965 | Premios Globo de Oro | Mejor actor — Comedia o musical | La Pantera Rosa                                                      | Nominado  |      |
| 1976 | Premios Globo de Oro | Mejor actor — Comedia o musical | El regreso de la Pantera Rosa                                        | Nominado  |      |
| 1977 | Premios Globo de Oro | Mejor actor — Comedia o musical | La Pantera Rosa ataca de nuevo                                       | Nominado  |      |
| 1980 | Premios Globo de Oro | Mejor actor — Comedia o musical | Bienvenido, Mr. Chance                                               | Ganador   |      |
| 1981 | Premios BAFTA        | Mejor actor                     | Bienvenido, Mr. Chance                                               | Nominado  |      |